# 아르헨티나 내전
아르헨티나 내전(스페인어: Guerras civiles argentinas)은 1814년에서 1880년까지 오늘날의 아르헨티나 영토에서 벌어진 일련의 내전들(civil wars)이다. 1839년에서 1852년까지는 오늘날의 우루과이 땅으로도 전쟁이 번져 우루과이 내전과 전선이 섞였다. 아르헨티나 내전은 한 차례만 있었던 것이 아니라 일련의 내전들이 연속적으로 진행된 사태였고, 또한 아르헨티나 독립전쟁(1810년-1820년) 발발 직후 시작되어 동시에 진행되었으나 독립전쟁과는 별개로 진행되었다. 
내전은 크게 연방당과 단방당의 대립으로 요약될 수 있다. 연방당은 지역별 자치가 보장되는 연방제를 수립하고자 했고, 단방당은 에스파냐 식민지 시절부터 유지되어 온 수도 부에노스아이레스로의 중앙집권 체제를 유지하고자 했다. 내전의 직접적인 원인은 부에노스아이레스 정치인들의 과도한 중앙집중 정책이었다. 예컨대 이 당시 부에노스아이레스는 아르헨티나의 유일한 외항으로서, 부에노스아이레스를 통하지 않고서는 국제교역을 할 수가 없었으며, 세관의 관세이익을 부에노스아이레스가 모두 독점하고 있었다. 이웃나라들과 유럽국가들을 비롯한 외세가 내전에 개입했는데, 대개 외세는 자유무역을 추구하는 단방당 측을 기원했다. 
초기에는 연방당이 우세하여 1853년 연방제 헌법을 제정했으나 잘 지켜지지 않았다. 오히려 아르헨티나 연합에서 이탈한 부에노스아이레스가 1861년 파본 전투에서 나머지 지역들을 모두 무찌르고 연합을 해체시켜 버리는 등 혼란이 잇따랐다. 부에노스아이레스의 마지막 반란을 진압하고 부에노스아이레스를 연방에 가맹시킨 1880년에야 내전이 완전히 종식되었지만, 이 과정에서 부에노스아이레스의 수도 지위와 이권을 보장해야 했다.